# Philornis fumicosta
Philornis fumicosta är en tvåvingeart som beskrevs av Carroll William Dodge 1968. Philornis fumicosta ingår i släktet Philornis och familjen husflugor. Inga underarter finns listade i Catalogue of Life.